# ابوعبدالله زنجانی
میرزا ابوعبدالله بن میرزا نصرالله معروف به شیخ‌الاسلام زنجانی، از علمای سده ۱۴ (قمری) است. زنجانی، نخستین دانشمند ایرانی به‌شمار می‌رود که به عضویت فرهنگستان دمشق انتخاب شد و در مراسمی که به همین مناسبت برگزار گردید رساله‌ای دربارهٔ شخصیت علمی ملاصدرا شیرازی ارائه نمود.
وی نزد میرزا ابراهیم حکمی زنجانی، سید محمد کاظم یزدی، سید ابوالحسن اصفهانی، شیخ الشریعة اصفهانی، ضیاءالدین عراقی و میرزا حسین نائینی در زنجان و نجف تحصیل کرد.

## آثار
- اصول القرآن الاجتماعیه
- الافکار
- تاریخ القرآن
- زندگانی محمد

## ترجمهٔ آثار
صدیق صفی‌زاده کتاب تاریخ‌القرآن او را به زبان کردی و گویش سورانی ترجمه کرده و با مشخصات زیر به چاپ رسانده‌است.
- زن‍ج‍ان‍ی، اب‍وع‍ب‍دال‍ل‍ه، م‍ێژووی ق‍ورئ‍ان، وه‌رگ‍ێڕاوی ص‍دی‍ق ب‍وره‌ک‍ه‌ی‍ی (ص‍ف‍ی‌زاده)، ت‍ه‍ران: ڕێک‍خ‍راوی ڕاگ‍ه‌ی‍ان‍دن‍ی ئ‍ی‍س‍لام‍ی (س‍ازم‍ان ت‍ب‍ل‍ی‍غ‍ات اس‍لام‍ی)، ۱۳۶۶.